# Grand lac des Esclaves

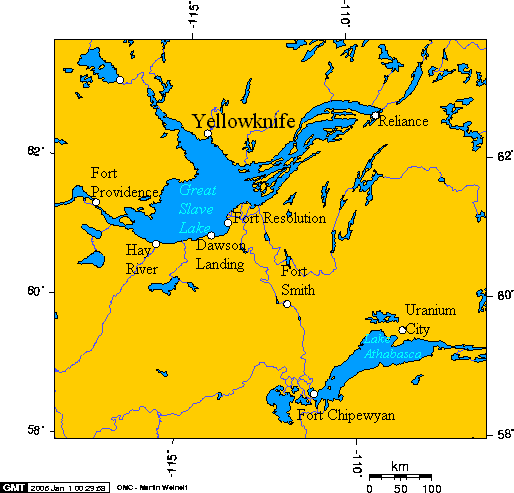
Le grand lac des Esclaves et le lac Athabasca

Le grand lac des Esclaves (en anglais : Great Slave Lake) est situé dans les Territoires du Nord-Ouest au Canada.
Par sa superficie de 27 200 km2, il est le deuxième plus grand lac des Territoires du Nord-Ouest, derrière le grand lac de l'Ours, et le neuvième du monde. Avec 614 m, ce lac s'avère être l'étendue d'eau la plus profonde d’Amérique du Nord. Il tire son nom des Slavey, une des tribus des Premières Nations.

## Histoire
Le marchand de fourrures britannique Samuel Hearne explora la région en 1771. En 1784, le négociant en fourrure Laurent Leroux se rend dans le Nord-Ouest des prairies canadiennes, où il participe à l'ouverture du bassin fluvial du fleuve Mackenzie au commerce des fourrures. Il devient le premier Occidental à explorer les rives du grand lac des Esclaves.
Dans les années 1930, à la suite de la ruée vers l'or du Klondike, des voyageurs prospectent la région. Un filon aurifère y est finalement découvert en 1934, ce qui précipite la construction de la ville de Yellowknife en 1935, la capitale du territoire, sur les rives nord du lac.

## Origines
Ce lac s'est formé à la suite de l'événement géologique du retrait des glaciers lors de la présente période interglaciaire, l'Holocène ; celle-ci a débuté à la fin du Pléistocène il y a environ 11 400 ans sur les Territoires du Nord-Ouest faisant partie du Bouclier canadien. 
Ainsi des formations de roche sédimentaire sont apparentes sur les rives de l'île Blanchet du grand lac des Esclaves, avec des strates visibles qui se sont déposées sous les mers anciennes; les rives sud et est du grand lac des Esclaves dévoilent un relief granitique.

## Activités récréatives et tourisme
Tout comme aux latitudes plus tempérées du globe, ce plan d'eau permet les activités aquatiques et nautiques. Le lac est libre de glaces entre les mois de mai et septembre. Situé au nord du 60eparallèle, il possède un avantage : les journées estivales comptent entre 18 et 20 heures d'ensoleillement à cette période de l'année, favorisant les activités récréatives recherchées de voiles, kayak, pêche et bateaux de croisière, avec des températures moyennes en juillet de 16,8 °C.

## Qualité de l'eau
Comme la récolte des produits de la pêche est essentielle pour la subsistance de la population et l'économie, une attention particulière est apportée à la qualité des eaux du lac.
Ainsi, un programme de surveillance des polluants potentiels est en place depuis 1999 sur la rivière des Esclaves. En effet, avant 1999, une série d'études a mis en lumière la fragilité écologique des eaux considérées jusqu'alors vierges du grand lac des Esclaves. Des chercheurs de l'Institut national de recherche sur les eaux  d'Environnement Canada et de chercheurs de Pêches et Océans Canada ont été mis à contribution. 
Malgré son emplacement à ces latitudes nordiques, la pollution du lac est redoutée. Les industries sur les rives des rivières de la Paix et Athabasca ainsi que l'activité minière de la région génèrent des polluants organiques persistants (POP) qui sont acheminés par la rivière des Esclaves au grand lac des Esclaves. On s'inquiétait également du transport atmosphérique à grande distance des polluants jusqu'à ce secteur à partir d'autres régions industrialisées. L'étendue et la source du problème ont été confirmées dans le cadre du Programme de lutte contre les contaminants dans le Nord et de l'Étude des bassins hydrographiques du Nord par ces mêmes chercheurs. 
Parmi les sédiments et échantillons biologiques analysés, on a décelé la présence importante de POP, de biphényles polychlorés (BPC), toxaphènes, DDT et HAP ; le transport atmosphérique à grande distance s'est révélé une source importante de contamination. Cependant, les chercheurs pensent que la situation s'améliorera avec la diminution des sources de polluants.
Ainsi, les enjeux environnementaux prennent tous leur importance dans les années à venir pour conserver la faune aquatique saine comme nourriture pour la population locale du grand lac des Esclaves et pour l'exportation.

## Écosystème aquatique
La pêche sportive y est pratiquée de même que la pêche commerciale. On y capture les espèces suivantes : corégones, truites grises et brochets entre autres. Sur le plan économique, le cisco ou hareng de lac représente des prises importantes pour l'industrie de transformation. Depuis 1945, le fameux poisson inconnu (des premiers voyageurs), de la famille des corégones, est pêché sur une base commerciale ; recherché pour sa saveur riche, contenant beaucoup d'huile, la plus grande partie des prises de l'inconnu sont exportées aux États-Unis pour l'industrie du poisson fumé.

## Écosystème aviaire
Du fait de sa situation géographique, le grand lac des Esclaves se trouve sur l'itinéraire des vols de migration de nombreux oiseaux. En tant qu'écosystème, le lac abrite dans ses îles, ses marais et ses rives des aires de nidification pour de nombreuses espèces nicheuses. Cette halte représente une aire de repos pour les oiseaux migrateurs. La sauvagine emprunte par la suite le couloir migratoire de la vallée du Mackenzie pour aller nicher sur les côtes de l'océan Arctique. 
Quatre sites privilégiés accueillent une population saisonnière fidèle qui est protégée par la convention concernant les oiseaux migrateurs.
Le Bras Nord avec ses eaux troublées et peu profondes, marais et nombreuses îles favorisent la nidification du petit et grand morillon, du bec-scie à poitrine rousse, du canard pilet et du canard malard entre autres. Des milliers d'oies, de cygnes, bernaches et de canards s'y nourrissent et s'y reposent durant la migration printanière.
Les îles West Mirage avec ses 97 îles reçoivent la visite d'oiseaux nicheurs tels les huarts à gorge rousse, les phalaropes hyperboréens et les labbes parasites ainsi que de nombreux autres.
Le Bras Est renferme des eaux claires et profondes, des îles rocheuses et falaises favorisant la nidification de goélands, sternes et canards ainsi que pygargues à tête blanche  et autres oiseaux de proie.
Les rives Sud et Ouest, quant à elles, offrent des baies et marais et quelques îles où nous y retrouvons goélands de la Californie, goélands argentés, goélands cendrés, goélands à bec cendré et sternes pierregarins. L'île Egg et ses goélands s'y trouvent.

## Création d'un parc national
En 1970, une aire de 7 407 km2 dans le Bras Est du grand lac des Esclaves a été réservée par décret fédéral pour un éventuel parc national.
En 2005, Parcs Canada réévalue les limites de la proposition de parc national du Bras Est de 1970 à une aire de 33 525 km2.
En octobre 2006, une proposition de parc national pour le Bras Est du grand lac des Esclaves a été insérée dans un protocole d'entente avec le chef de la Première nation Lutsel K'e Dene et le ministre de l'Environnement du Canada pour Parcs Canada pour une étude de faisabilité à être effectuée. Des consultations et négociations avec les groupes concernés dureront au moins quatre ans,
Le 21 novembre 2007, le gouvernement du Canada confirmait l'inaliénation provisoire de plus de 26 350 km2 de terres dans les environs du Bras Est du grand lac des Esclaves et autour de la rivière Ramparts et de ses terres humides. La concrétisation de ce parc protégerait une partie des hautes terres subarctiques du Nord-Ouest dans le réseau des parcs nationaux du Canada,.